# Agryllus
Agryllus is een geslacht van rechtvleugeligen uit de familie krekels (Gryllidae). De wetenschappelijke naam van dit geslacht is voor het eerst geldig gepubliceerd in 1994 door Gorochov.

## Soorten
Het geslacht Agryllus omvat de volgende soorten:
- Agryllus euzonus Saussure, 1877
- Agryllus excultus Gorochov, 1994